# Europejska Nagroda Filmowa za osiągnięcia życia
Europejska Nagroda Filmowa za osiągnięcia życia (ang. European Film Academy Achievement in World Cinema Award) przyznawana jest od 1988 roku wybitnym osobistościom europejskiego kina za całokształt pracy twórczej.
Polskimi zdobywcami nagrodami byli reżyserzy Andrzej Wajda (1990) i Roman Polański (2006).

## Laureaci nagrody
- 1988 –  Ingmar Bergman i  Marcello Mastroianni
- 1989 –  Federico Fellini
- 1990 –  Andrzej Wajda
- 1991 –  Alexandre Trauner
- 1992 –  Billy Wilder
- 1993 –  Michelangelo Antonioni
- 1994 –  Robert Bresson
- 1995 –  Marcel Carné
- 1996 –  Alec Guinness
- 1997 –  Jeanne Moreau
- 1999 –  Ennio Morricone
- 2000 –  Richard Harris
- 2001 –  Monty Python
- 2002 –  Tonino Guerra
- 2003 –  Claude Chabrol
- 2004 –  Carlos Saura
- 2005 –  Sean Connery
- 2006 –  Roman Polański
- 2007 –  Jean-Luc Godard
- 2008 –  Judi Dench
- 2009 –  Ken Loach
- 2010 –  Bruno Ganz
- 2011 –  Stephen Frears
- 2012 –  Bernardo Bertolucci
- 2013 –  Catherine Deneuve
- 2014 –  Agnès Varda
- 2015 –  Charlotte Rampling
- 2016 –  Jean-Claude Carrière
- 2017 –  Aleksandr Sokurow
- 2018 –  Carmen Maura
- 2019 –  Werner Herzog
- 2021 –  Márta Mészáros
- 2022 –  Margarethe von Trotta
- 2023 –  Vanessa Redgrave[1]
- 2024 –  Wim Wenders[2]